# Lucas Vennegoor of Hesselink
Lucas Vennegoor of Hesselink (* 14. März 2006) ist ein niederländischer Fußballspieler.
Er ist der Sohn des ehemaligen professionellen Fußballspielers Jan Vennegoor of Hesselink und ist genau wie sein Vater Mittelstürmer. Vennegoor of Hesselink spielt beim FC Twente und ist zudem auch niederländischer U19-Nationalspieler.

## Karriere

### Verein
Lucas Vennegoor of Hesselink begann mit dem Fußballspielen bei KVV Quick’20 in Oldenzaal, etwa 10 Kilometer von der deutschen Grenze entfernt, bevor er in die Akademie vom FC Twente wechselte. Am 12. Januar 2025 gab er im Alter von 18 Jahren beim 6:2-Sieg gegen Willem II Tilburg sein Profidebüt in der Eredivisie.

### Nationalmannschaft
Am 6. September 2024 gab Lucas Vennegoor of Hesselink beim 3:0-Sieg im Freundschaftsspiel im spanischen San Pedro del Pinatar gegen Aserbaidschan sein Debüt für die U19-Nationalmannschaft der Niederlande.